# Volker Banfield
Volker Banfield (* 9. Mai 1944 in Oberaudorf) ist ein deutscher Pianist und ehemaliger Professor an der Hochschule für Musik und Theater in Hamburg
.

## Leben
Volker Banfield erhielt mit sechs Jahren Klavier- und mit acht Jahren Orgelunterricht.
1954 wurde er als Zehnjähriger hauptamtlicher Kirchenorganist in Prien
am Chiemsee. 1958 erhielt er ein Stipendium, mit dem er das Studium an der Hochschule für Musik in Detmold beginnen konnte.
1960 war er der einzige deutsche Preisträger des Wettbewerbs Jeunesses musicales in Berlin.
1965, zwei Jahre nach dem Abitur, beendete er sein Studium in Detmold und ging in die Vereinigten Staaten. Dort studierte er zunächst bei Adele Marcus an der Juilliard School in New York City; 1968 wechselte er an die University of Texas in Austin und studierte bei Leonard Shure.
1972 kehrte er nach Deutschland zurück und wurde Dozent an der Musikhochschule in München. 1975 übernahm er eine Klavierprofessur in Hamburg.
Nach seiner Rückkehr aus den Vereinigten Staaten erregte Banfield durch seine hochvirtuose Technik einige Aufmerksamkeit, eine Technik, die von Teilen des Feuilletons zur damaligen Zeit einem Deutschen nicht zugetraut wurde und daher überraschte. Man verglich ihn mit Horowitz.
Etliche Tourneen führten ihn durch die USA und Südamerika, in die UdSSR, den Iran und europäische Staaten wie Dänemark, die Schweiz und Österreich.
Viele Klavierabende und Auftritte mit zahlreichen Orchestern wurden von Rundfunkanstalten übertragen. Er war an über 90 Aufnahmen unterschiedlicher Sender beteiligt und nahm das Es-Dur Klavierkonzert von Franz Liszt für das ZDF sowie das 2. Klavierkonzert von Frank Martin und das 2. Klavierkonzert von Eugen d’Albert für das Schweizer Fernsehen auf.
Von 2004 bis 2007 war Banfield Vizepräsident der Hamburger Hochschule.

## Repertoire und Rezeption
Ein Merkmal Banfields ist seine Vorliebe für Musik des späten 19. vor allem aber 20. Jahrhunderts. Er konzentrierte sich auf virtuose Werke Skrjabins, Ferruccio Busonis und Eugen d’Alberts bis zu den damals noch recht unerschlossenen Herausforderungen der neuen Musik, zu denen Luboš Fišer, Detlev Müller-Siemens, Wilhelm Killmayer und Olivier Messiaen gehören, von dessen Vingt regards sur l’enfant-Jésus er fünf Stücke für WERGO einspielte.
Banfield gilt als ein kompetenter Interpret György Ligetis. Er spielte die Uraufführung von neun seiner Etüden, die nur wenigen Pianisten zugänglich sind, und der Komponist widmete ihm drei dieser Werke persönlich. Banfield schilderte die monatelange Mühe, die es ihn gekostet habe, nur einige Minuten dieser gänzlich neuen, rhythmisch hochvertrackten Musik zu erarbeiten. Dabei sei es notwendig gewesen, vertraute Schemata auszublenden, um das faszinierende Spiel mit afrikanischen Pulsationsrhythmen zu erfassen und das mehrdimensionale Zeitgeschehen realisieren zu können. In einem Vortrag spricht Banfield den für Ligeti typischem Umgang mit Zeit und Rhythmus an und erklärt die Einflüsse des mexikanischen Komponisten Conlon Nancarrow und der subsaharischen Musik auf Ligeti.
Banfield erweiterte sein Repertoire in den 1990er-Jahren auf Werke der Romantik und spielte Stücke von Franz Liszt und Robert Schumann ein, so dessen drei Klaviersonaten, die Abegg-Variationen, die Kreisleriana, die C-Dur-Fantasie sowie die Fantasiestücke op. 12 und op. 111.
Wergo-Produktionen mit Spätwerken Skrjabins und den Nocturnes von Killmayer, dem Rudepoema von Villa-Lobos sowie Under Neonlight II von Detlev Müller-Siemens wurden positiv bewertet.
Nach Einschätzung Klaus Bennerts wäre die musikalische Gegenwart ohne Spezialisten wie Banfield ärmer.

## Ehrungen
- 1988 Diapason d’Or (Paris) für die Aufnahme des Klavierkonzerts von Ferruccio Busoni
- 2000 Ordentliches Mitglied der Freien Akademie der Künste in Hamburg
- 2009 Ordentliches Mitglied der Bayerischen Akademie der Schönen Künste
- 2009 Ehrenmedaille der Hochschule für Musik und Theater Hamburg